# Matematična singularnost
Síngularnost (tudi singulárnost) je v matematiki v splošnem točka, kjer dan matematični objekt ni določen, oziroma je brez »lepih« lastnosti, kot je odvedljivost.
Na primer funkcija f(x) = 1/x ima singularnost v x = 0, kjer teži k ±∞ in ni določena. Tudi funkcija g(x) = |x| (glej absolutna vrednost) ima singularnost v x = 0, kjer tam ni odvedljiva. Algebrska množica, določena z y2 = x2 v koordinatnem sistemu (x,y) ima singularnost v (0, 0), kjer tam ne dovoljuje tangente. Tudi algebrska množica, določena z y2 = x ima singularnost v (0, 0), sedaj zaradi »robu« v tej točki. 
V kompleksni analizi ločimo tri tipe singularnosti. Naj bo U odprta podmnožica C, a je element U in f holomorfna funkcija, določena na U-{a}.
- točka a je odpravljiva singularnost f, če obstaja holomorfna funkcija g, določena na vseh U tako, da f(z)=g(z) za vse z v U-{a}.
- točka a je pol f, če obstaja holomorfna funkcija g, določena na U, in naravno število n tako, da f(z) = g(z) / (z - a)n za vse z v U-{a}.
- točka a je bistvena singularnost f, če ni ne odstranljiva singularnost, ne pol.